# The Weather Underground
The Weather Underground ist ein US-amerikanischer Dokumentarfilm aus dem Jahr 2003 über die US-amerikanische militante Untergrundorganisation Weathermen. Regie führten Sam Green und Bill Siegel.

## Handlung
The Weather Underground erzählt die Geschichte der Weathermen (benannt nach einer Zeile aus dem Lied Subterranean Homesick Blues) von der Entstehung aus der SDS bis etwa 1980, als die meisten Mitglieder sich der Polizei gestellt hatten. Dazu verwendet der Film Fernsehberichte, Filme und Bilder, die im Zusammenhang mit den Weathermen und ihren Motiven stehen. Ergänzt wird dies mit Ausschnitten aus Interviews, die meisten mit den ehemaligen Mitgliedern Bernardine Dohrn, Mark Rudd, Brian Flanagan, David Gilbert, Bill Ayers, Naomi Jaffe und Laura Whitehorn. Dazu kommen Interviews mit dem ehemaligen Vorsitzenden der SDS und Soziologieprofessor Todd Gitlin, mit Kathleen Cleaver, einer Aktivistin der Black Panther Party, und mit Don Strickland, einem Agenten des FBI, der einer Abteilung angehörte, die auf The Weather Underground angesetzt war und als Weathermen Squad bekannt war.
Der Film startet mit dem nationalen Treffen der SDS 1969, bei dem sich die gewaltbereiten Weathermen an die Spitze der bis dahin strikt gewaltfreien Bewegung setzten, oder wie Todd Gitlin meinte, die Strukturen der Organisation über- und mit sich nahmen, also Organisationspiraterie begingen. Als Motive der Gruppe werden vor allem der Vietnamkrieg, der trotz der jahrelangen friedlichen Proteste immer grausamer geführt wurde, und der Umgang mit Afroamerikanern in den USA angegeben. Außerdem waren zumindest einige Mitglieder von einer kurz bevorstehenden Revolution überzeugt, an der sie unbedingt beteiligt sein wollten. Die Gruppe erklärte der Regierung der USA den Krieg und folgte der Strategie „Bring the War Home“ („Bring den Krieg nach Hause“), sie versuchten also, den Vietnamkrieg in den USA so sichtbar zu machen, sodass er nicht mehr ignoriert werden konnte. Unterlegt wird das ganze mit sehr brutalen Bildern aus dem Vietnamkrieg, insbesondere vom Massaker von Mỹ Lai.
Die Weathermen erklärten der Regierung den Krieg und organisierten die Days of Rage. Obwohl die Beteiligung daran weit geringer war als geplant, griff ein Protestzug eine Polizeistellung an. Dafür erhielt die Gruppe massive Kritik von der linken Bewegung und insbesondere von den Black Panthers, mit denen sie zusammen arbeiten wollten. Weitere Ereignisse Ende 1969 wie der Tod Fred Hamptons, das Altamont Free Concert, die Morde der Manson Family und die eintreffenden Berichte aus Mỹ Lai ließen die Weathermen darüber nachdenken, wie sie das Land hart treffen könnten, auch wenn keine Einigkeit darüber bestand, wie hart genau. Eine Gruppe um Terry Robbins entschied sich, bei einer Tanzparty für Offiziere in Fort Dix eine Bombe zu zünden. Als diese Bombe am 6. März 1970 in einem Haus in New York explodierte und Robbins sowie zwei weitere Mitglieder der Weathermen tötete, nahm das FBI die Gruppe ernster, woraufhin diese in den Untergrund ging und sich The Weather Underground nannte. Außerdem beschlossen sie, in Zukunft darauf zu achten, bei ihren Aktionen keine Personen zu verletzen oder gar zu töten, was ihnen auch gelang.
In den folgenden Jahren führte The Weather Underground mehrere Sprengstoffanschläge durch, darunter auf die Gefängnisverwaltung in San Francisco als Reaktion auf den Tod von George Jackson. Eine weitere spektakuläre Aktion war die Befreiung von Timothy Leary aus dem Gefängnis, wofür The Weather Underground 20.000 Dollar bekam. Zur Überraschung aller gelang dem FBI in den nächsten Jahren keine Verhaftung von Mitgliedern von Weather Underground, obwohl Bernardine Dohrn auf die Liste der FBI Ten Most Wanted Fugitives gesetzt wurde. Als Mitte der 1970er Jahre viele Bewegungen, wie die Antikriegsbewegung oder die Black Panther Party, verschwanden, erlahmte auch das Interesse am Weather Underground. Nach dem Ende des Vietnamkrieges zerfiel die Gruppe immer weiter, sodass sich bis 1980 fast alle Mitglieder der Polizei gestellt hatten. Als klar wurde, wie illegal das FBI, vor allem COINTELPRO, bei der Verfolgung vorgegangen war, wurde bei den meisten der Mitglieder auf eine Anklage verzichtet. Der Film endet mit rückblickenden Betrachtungen der interviewten Mitglieder. Im Abspann des Films sind Kurzzusammenfassungen des Status der interviewten Mitglieder eingestreut. So waren Bernardine Dohrn, Bill Ayers und Mark Rudd zum Zeitpunkt der Interviews als Professoren oder Lehrer am College tätig.

## Hintergrund
Sam Green war seit seiner Jugend fasziniert von und interessiert an The Weather Underground. Später beschäftigte er sich mit der moralischen Zweischneidigkeit der Situation, zum Beispiel mit der Frage nach der Verantwortung einer Person, in deren Namen schreckliche Dinge getan werden. Eines Tages kam Green in Kontakt mit jemandem aus der Gruppe und bemerkte überrascht, dass es ein ganz normaler Mensch war. So kamen er und Bill Siegel auf die Idee, den Film zu machen. Die Produktion begann 1998. Zum Zeitpunkt der Terroranschläge am 11. September 2001 war das Archivmaterial gesichtet, der Film weitgehend abgedreht und bereits im Schnitt. Green und Siegel dachten, der Film könne nach den Ereignissen nicht veröffentlicht werden. Doch als die Regierung von George W. Bush später darüber sehr in Schwarz-Weiß und von „wir gegen die“ sprach, fand Green den Film wichtiger und relevanter als je zuvor.
In einem Statement der Filmemacher erklärten diese ihren Wunsch, unverfälschte Fakten zu liefern, gaben aber gleichzeitig zu, nicht neutral bezüglich der Gruppe zu sein. Auf jeden Fall wollten sie nicht nur ein paar Interviews mit über 50 Jahre alten Personen machen, daher wollten sie so viel visuelles Material wie möglich verwenden.
Laut der Homepage der Produktionsfirma Free History Project war die Premiere des Films beim Sundance Film Festival 2003, bei dem er tatsächlich gezeigt wurde. Am 4. Juni 2003 lief der von Shadow Distribution vertriebene Film erstmals in einem New Yorker Kino. Über eine Veröffentlichung im deutschsprachigen Raum ist nichts bekannt. Der Film lief jedoch beim Locarno Film Festival.

## Rezeption

### Kritiken
Rotten Tomatoes schreibt im Kritikerkonsens von einem faszinierenden Dokumentarfilm. The Weather Underground rege zum Nachdenken an und schockiere, auch wegen der illegalen Ermittlungsmethoden der Polizei und des FBI. Für Dennis Schwartz war dies jedoch schon fast alles an dem Film, das einen bleibenden Eindruck hinterließ. Der Film sei intelligent zusammengestellt, sehr smart und solide. Die spektakuläre Leistung sei, dass Ereignisse, die vor relativ kurzer Zeit stattfanden, nun aber so phantastisch wirken wie die Filme der Matrixreihe, lebendig dargestellt werden.
Die Neutralität der Filmemacher wird nicht wirklich in Frage gestellt. Sie hätten den üblichen Fehler derartiger Dokumentarfilme vermieden, weil sie sich nicht für die Gruppe einsetzten und keine Voreingenommenheit zeigten. Der Film erzähle die Geschichte der Bewegung zwar dramatisch, aber auch leidenschaftslos, und zeige keine Voreingenommenheit; er stelle nur Fakten dar. Selbst in weitgehend negativen Kritiken wird zugegeben, dass The Weather Underground gut zusammengesetzt sei und nicht in die Irre führe. Man könne nicht herausfinden, wie die Macher zu ihrem Thema stünden. Sie zeigten sicherlich Sympathie für die Positionen der Gruppe, scheinen deren Taktiken aber nicht gut zu finden.
The Weather Underground habe einen historischen Wert, er erzähle eine großartige Geschichte, die in Vergessenheit geraten war. Die Kombination aus Interviews und alten Nachrichtenbildern sei schmerzhaft. Es besteht Einigkeit, dass der Film diejenigen, die noch wenig von der Gruppe und ihren Hintergründen gehört haben, überzeugen oder zumindest faszinieren könne, weshalb er eher für diese Leute geeignet sei. Marjorie Baumgarten findet, auch jene, die schon von der Gruppe wussten, Neues lernen können. Dennis Schwartz und Phillip Lopate, die beide schreiben, das Entstehen der Gruppe miterlebt zu haben, meinen dagegen, nichts Neues gelernt zu haben, auch weil die harten Fragen in den Interviews ausblieben.
Ein weiterer Kritikpunkt ist, dass der Film im Mittelteil planlos durch die Liste der Anschläge stolpere und daher viel seiner Kraft verliere.

### Auslassungen
The Weather Underground wurde dafür kritisiert, dass verschiedene Informationen oder Personen fehlen. Mark Deming sieht darin den einzigen Fehler des Films und ergänzt, dass er deswegen das Ziel, ein vollständiger Überblick über die Gruppe zu sein, verfehle. Er vermisst unter anderem nähere Informationen über die Zeit im Untergrund und mehr Informationen über die verdeckten Operationen von COINTELPRO. Andere fragen, was die Weathermen eigentlich tun wollten und wie sie das zu erreichen hofften oder nach den Gründen für ihr Scheitern. Das werde weder in den Interviews gefragt noch vom Film analysiert, die Regisseure schafften es nicht, ihre Interviewpartner zu konfrontieren oder herauszufordern. Ob das nun daran lag, dass sie die Antworten nicht gut genug prüften, oder ob die Interviewpartner zu listig gewesen seien, bliebe offen, auf jeden Fall sei das Ergebnis voll von Unaufrichtigkeit und Halbwahrheiten. Auch Michael Wilmington von der Chicago Tribune fragte nach den Gründen für das Scheitern der Gruppe und kam zu dem Ergebnis, dass alle ihre Strategien auf einer „unausweichlichen Revolution“ beruhten, die aber niemals kam. Der Film erzähle eben die Geschichte der Weathermen so, wie diese sie gerne hätten.
Zudem erwähne der Film nicht, dass David Gilbert immer noch im Gefängnis sitze. Es wurde zudem kritisiert, dass Kathy Boudin nicht interviewt wurde. Dies könne daran liegen, dass sie ihre anstehende Freilassung nicht gefährden wollte.
Bernardine Dohrn, die den Film im Großen und Ganzen gut findet, sah einen der größten Fehler des Films darin, dass die Rolle der Veteranen, die aus Vietnam zurückkamen, nicht gut genug beleuchtet wurde. Bill Siegel gab zu, dass mehrere Dinge ausgelassen wurden, was angesichts der Länge von 92 Minuten unvermeidlich gewesen sei.

### Auszeichnungen und Nominierungen
Für The Weather Underground waren Sam Green und Bill Siegel bei der Oscarverleihung 2004 in der Kategorie Bester Dokumentarfilm nominiert. Zudem gewann der Film beim San Francisco International Film Festival 2003 in der Kategorie Bester Dokumentarfilm und den Critics’ Week Award beim Locarno Film Festival 2003.
Sam Green und Bill Siegel waren mit The Weather Underground bei der Whitney Biennial 2004 vertreten.

### Einspielergebnis
Der mit einem Budget von 250.000 Dollar produzierte Film spielte in den USA und Kanada über 564.000 Dollar ein.